# Dianeura goochii
Dianeura goochii is een vlinder uit de familie Himantopteridae. De wetenschappelijke naam van deze soort is voor het eerst geldig gepubliceerd in 1888 door Arthur Gardiner Butler.
De soort komt voor in het Afrotropisch gebied.